# Oisilly
Oisilly település Franciaországban, Côte-d’Or megyében. Lakosainak száma 125 fő (2022. január 1.). Oisilly Blagny-sur-Vingeanne, Renève, Champagne-sur-Vingeanne, Cheuge és Mirebeau-sur-Bèze községekkel határos.

## Népesség
A település népességének változása:
| Lakosok száma | 104  | 96   | 116  | 131  | 133  | 132  | 129  | 128  | 126  | 125  |
|               | 1968 | 1982 | 1990 | 2006 | 2013 | 2015 | 2017 | 2019 | 2020 | 2022 |